# St Giles in the Wood
St Giles in the Wood – wieś i civil parish w Anglii, w hrabstwie Devon, w dystrykcie Torridge. W 2001 miejscowość liczyła 566 mieszkańców.